# كارل جونسون (لاعب كرة قدم أمريكية)
كارل جونسون (بالإنجليزية: Carl Johnson)‏ هو لاعب كرة قدم أمريكية أمريكي، ولد في 26 ديسمبر 1949 في فينيكس في الولايات المتحدة.

## وصلات خارجية
- كارل جونسون على موقع مرجع كرة القدم المحترفة.كوم (الإنجليزية)